# Горный (Иглинский район)
Горный (баш. Горный) — упразднённый в 2005 году посёлок Ауструмского сельсовета Иглинского района Республики Башкортостан. 

## География

### Географическое положение
Расстояние до (на 1 января 1969):
- районного центра (Иглино): 48 км,
- центра Новиковского сельсовета (Симское): 12 км,
- ближайшей ж/д станции (Тавтиманово): 30 км.

## История
Возник после 1925 г.
На 1 января 1969 года входил в Новиковский сельсовет.
Закон Республики Башкортостан от 20 июля 2005 года № 211-з «О внесении изменений в административно-территориальное устройство Республики Башкортостан в связи с образованием, объединением, упразднением и изменением статуса населённых пунктов, переносом административных центров» гласил:

ст.1

4. Упразднить следующие населенные пункты:

21) в Иглинском районе:

д) поселок Горный Ауструмского сельсовета

## Население
На 1 января 1969 года проживали 225 человек; преимущественно русские.
Население на 1 января 2002 года составляло 0 человек.